# Lactarius indigo
Lactarius indigo, là một loài nấm trong họ Russulaceae. Loài này phân bố rộng rãi, mọc tự nhiên ở miền đông Bắc Mỹ, Đông Á, và Trung Mỹ, nó cũng đã được báo cáo từ miền nam nước Pháp. Loài này mọc trên mặt đất ở cả hai khu rừng rụng lá và cây lá kim, nơi nó hình thành các mối liên hệ rễ nấm rễ với một loạt các cây. Nấm có màu từ xanh da trời đậm đến xám xanh nhạt ở cây già hơn. Nhựa cây nấm chảy khi các mô nấm bị cắt hoặc bị hỏng, một đặc điểm chung cho tất cả các thành viên của chi Lactarius-cũng là màu xanh chàm, nhưng dần dần chuyển màu xanh lá cây khi tiếp xúc với không khí. Mũ nấm có kích thước từ 5 đến 15 cm (2 đến 6 in) rộng, và các gốc 2–8 cm (0,8-3,1 in) chiều cao từ 1 đến 2,5 cm (0,4-1,0 in) dày. Nó là một loại nấm ăn được, và được bán ở thị trường nông thôn ở Mexico, Guatemala, và Trung Quốc.